# Дашийн Дамба
Дашийн Дамба (1908—1989) — монгольский политический деятель, с 4 июля 1939 по 8 апреля 1940 — один из секретарей ЦК («коллективных руководителей партии») МНРП, c 4 апреля 1954 по 22 ноября 1958 — первый секретарь ЦК МНРП. Соперничал за власть с Ю. Цеденбалом, пытался превратить процесс реабилитации репрессированных при Чойбалсане в кампанию против Цеденбала.

## Первый секретарь МНРП

### Коллективное руководство
После смерти Чойбалсана в 1952 году, как это неоднократно бывало в советском блоке, МНРП не стала следовать передаче политической власти снова одному сильному лидеру, а вместо этого ввела систему коллективного руководства. Делегаты XII съезда МНРП в 1954 году избрали Дамбу вместо Цеденбала на пост первого секретаря МНРП, в то время как Цеденбал сохранил пост премьер-министра.
В период пребывания Дамбы на посту секретаря партии были установлены официальные дипломатические отношения с Индией в 1955 году, это была первая некоммунистическая страна, признавшая независимость Монголии. Отношения с Китаем также значительно улучшились, особенно после того, как Дамба лично встретился с Мао Цзэдуном в сентябре 1956 года в Пекине, чтобы обсудить помощь Китая Монголии. Когда год спустя отношения между двумя странами ухудшились, Дамбу обвинили в том, что он настроен слишком «прокитайски». В итоге Цеденбал отстранил Дамбу от должности в 1958 году.

### Десталинизация
В 1956 году в Советском Союзе развернулась десталинизация. В след за этим МНРП начала аналогичную политику в Монголии и впервые публично осудила маршала Чойбалсана. Умершего диктатора критиковали за «ошибки» и искажения социалистических принципов, в том числе подчеркивалась его роль в репрессиях и установлении культа личности, и была сформирована специальная комиссия для переоценки жертв чисток в годы Сталина-Чойбалсана. В то время как Дамба поддерживал предоставление комиссии доступа к сверхсекретным файлам Министерства внутренних дел о чистках, Цеденбал, бывший выдвиженцем Чойбалсана, был против усиления десталинизации. Когда в 1957 году Цеденбал планировал арестовать председателя комиссии Базарына Ширендыба и другого соперника как «империалистических шпионов», Дамба уговорил его сначала отложить это решение, а затем снять данные обвинения.

### Отстранение от власти
Цеденбал, получивший советское образование, считал Дамбу «отсталым», ленивым и необразованным. Он организовал отстранение Дамбы от должности в ноябре 1958 года, всего через шесть месяцев после того, как Тринадцатый съезд МПРП переизбрал его на эту должность. Следуя примеру Н. Хрущёва, консолидировавшего власть в СССР в 1957 году с помощью политической чистки своих соперников: Георгия Маленкова и Николая Булганина и других, Цеденбал обвинил Дамбу в «глубокой идейно-политической отсталости, консерватизме и инерции» и «оппортунистической терпимости к искажениям и недостаткам». Чуть более года спустя, в ноябре 1959 года, Дамба был отправлен в ссылку и понижен до должности директора животноводческой станции в сомоне Их-Уул в отдаленном Хубсугульском аймаке. В 1962 году Дамба стал заместителем директора Института сельского хозяйства и занимал эту должность до 1977 года.

## Смерть
Обстоятельства его смерти неизвестны, однако считается, что он умер в 1989 году.
В 1990 году ЦК МНРП объявил обвинения против него необоснованными, а в 2008 году районный суд Сухэ-Батора объявил его жертвой репрессий.